# Pradosia verrucosa
Pradosia verrucosa är en tvåhjärtbladig växtart som beskrevs av Adolpho Ducke. Pradosia verrucosa ingår i släktet Pradosia och familjen Sapotaceae. IUCN kategoriserar arten globalt som akut hotad. Inga underarter finns listade i Catalogue of Life.